# Cocooning
Cocooning is een studioalbum van Klaus Schulze. Schulze nam het album op in 2001 en 2002 in zijn eigen geluidsstudio Moldau in Hambühren. De muziek werd in september 2002 uitgebracht als CD nr. 5 in de verzamelbox Contemporary Works II. Dat album was vanwege de gelimiteerde oplage al snel uitverkocht. In de 21e eeuw begon Schulze aan een lange reeks heruitgaven van oud werk, dat niet (meer) verkrijgbaar was. In oktober 2018 volgde Cocooning, nadat al eerder Virtual Outback, Another green mile en Androgyn uit CW II waren uitgegeven. De muziek bestaat uit schijnbare improvisaties van derden met op de achtergrond de elektronische muziek van Klaus Schulze. De sfeer is daarbij rustig en langzame tempi.  

## Musici
- Klaus Schulze – synthesizers, elektronica, (elektronische) percussie
- Michael Luecker – gitaar
- Tobias Decker – hobo’s
- Julia Messenger – zang
- Thomas Kagermann – viool, dwarsfluit, zang
- Tom Dams – beats en loops

## Muziek
| Nr. | Titel                        | Duur  |
| --- | ---------------------------- | ----- |
| 1.  | Easy listening               | 25:28 |
| 2.  | And she is kind and gentle   | 12:01 |
| 3.  | I just have to sing my hymns | 20:03 |
| 4.  | It still is now              | 2:17  |
| 5.  | Blowin’ thru the high grass  | 6:20  |
| 6.  | Many dreams have faded in    | 1:29  |
| 7.  | Many fears have fanished     | 9:36  |
| 8.  | As the years went by         | 2:04  |